# Себаза
Себаза (фр. Cébazat) је насеље и општина у централној Француској у региону Оверња, у департману Пиј де Дом која припада префектури Клермон Феран.
По подацима из 2011. године у општини је живело 7509 становника, а густина насељености је износила 749,4 становника/km². Општина се простире на површини од 10,02 km². Налази се на средњој надморској висини од 354 метара (максималној 518 m, а минималној 320 m).

## Демографија
| 1962. | 1968. | 1975. | 1982. | 1990. | 1999. | 2011. |
| ----- | ----- | ----- | ----- | ----- | ----- | ----- |
| 2.830 | 3.837 | 5.605 | 6.617 | 7.562 | 7.800 | 7.509 |

График промене броја становника у току последњих година